# Storbladig pimpernöt
Storbladig pimpernöt (Staphylea × coulombieri) är en hybrid i familjen pimpernötsväxter som uppkomit i kultur mellan arterna kaukasisk pimpernöt (S. colchica) och pimpernöt (S. pinnata). Hybriden odlas i Sverige som trädgårdsväxt.

## Synonymer
- Staphylea × elegans Zabel
- Staphylea colchica var. coulombieri (Andre) Zabel

### Webbkällor
- Svensk Kulturväxtdatabas